# Скакавац (Босански Петровац)
Скакавац је насељено мјесто у Босни и Херцеговини у општини Босански Петровац које административно припада Федерацији Босне и Херцеговине. Према попису становништва из 1991. у насељу је живјело 226 становника.

## Становништво
| Националност       | 1991. | 1981. | 1971. | 1961. |
| Срби               | 226   | 293   | 469   | 570   |
| Југословени        |       | 75    |       |       |
| Хрвати             |       | 1     |       |       |
| остали и непознато |       | 1     |       |       |
| Укупно             | 226   | 370   | 469   | 570   |

| Демографија | Демографија | Демографија |
| Година      | Становника  | Становника  |
| ----------- | ----------- | ----------- |
| 1961.       | 570         |             |
| 1971.       | 469         |             |
| 1981.       | 370         |             |
| 1991.       | 226         |             |